# Axel Carell

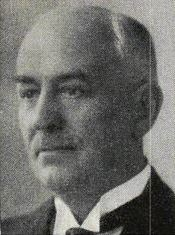
Axel Carell.

Axel Gustaf Carell, född 25 oktober 1872 i Nyköping, död 16 december 1939 i Skeppsholms församling i Stockholm, var en svensk sjömilitär.
Carell, som var son till vicekonsuln och rådmannen Gustaf Johansson och Edla Carell, blev underlöjtnant vid svenska flottan 1894, löjtnant 1898, kapten 1903 och kommendörkapten 1917. Han bedrev språkstudier i Frankrike 1897–1898, genomgick Kungliga Sjökrigshögskolan 1900–1902, avlade navigationsskolföreståndarexamen 1903, tjänstgjorde vid Marinstaben 1903–1906, studerade vid Deutsche Seewarte i Hamburg (omkring fyra månader) 1907, var lärare vid Kungliga Sjökrigsskolan 1907–1912, inspektör för Navigationsskolan 1912, sakkunnig för omarbetning av förordningen angående befäl å svenska handelsfartyg 1917, verkställande direktör i Vaxholms Ångfartygs AB 1918 och åter inspektör för Navigationsskolan 1919–1938. Han var ordförande i Sjöfartsmusikföreningen i Stockholm sedan dess bildande 1913, styrelseledamot i Ångfartygsbefälhavarsällskapet 1917 och ledamot i svensk-finska trafikkommittén 1921. För Sjökrigsskolan och Navigationsskolan utgav han Lärobok i nautisk meteorologi (tillsammans med Otto Edelstam, 1916, ny upplaga 1931). Axel Carell är begravd på Norra begravningsplatsen utanför Stockholm.